# Șulikivka, Bilovodsk
Șulikivka (în ucraineană Шуліківка) este o comună în raionul Bilovodsk, regiunea Luhansk, Ucraina, formată numai din satul de reședință.

## Demografie
Componența lingvistică a comunei Șulikivka
     Ucraineană (97,01%)
     Rusă (2,99%)
Conform recensământului din 2001, majoritatea populației comunei Șulikivka era vorbitoare de ucraineană (97,01%), existând în minoritate și vorbitori de rusă (2,99%).